# Chocope (distrito)
Chocope é um distrito do Peru, departamento de La Libertad, localizada na província de Ascope.

## Transporte
O distrito de Chocope é servido pela seguinte rodovia:
- PE-1N, que liga o distrito de Aguas Verdes (Região de Tumbes) - Ponte Huaquillas/Aguas Verdes (Fronteira Equador-Peru) - e a rodovia equatoriana E50 - à cidade de Lima (Província de Lima)
- LI-102, que liga o distrito à cidade de Santiago de Cao
- LI-101, que liga o distrito à cidade de Ascope[1][2][3]